# Sara Martin
Pour les articles homonymes, voir Martin (nom de famille).
Sara Martin (18 juin 1884 - 24 mai 1955) est une chanteuse de blues américaine, à son époque l'une des chanteuses de blues classique les plus populaires. Elle est présentée comme « The Famous Moanin' Mama » et « The Colored Sophie Tucker ». Elle réalise de nombreux enregistrements durant sa carrière, dont quelques-uns sous les noms de Margaret Johnson et Sally Roberts.

## Biographie
Sara Martin naît Sara Dunn à Louisville, dans le Kentucky, et chante dans le circuit du vaudeville afro-américain en 1915. Elle est la fille de William T. Dunn et de Mary Katherine « Katie » Pope. Elle se marie trois fois, son premier mariage étant avec Christopher Wooden à l'âge de 16 ans. Celui-ci décède en 1901. Son deuxième mariage est contracté avec Abe Burton. Au moment de sa mort en 1955, elle est mariée à Hayes Buford Withers. Elle commence une carrière d'enregistrement couronnée de succès quand elle est signée par Okeh Records en 1922. Au cours des années 1920, elle tourne et enregistre avec des artistes tels que Fats Waller, Clarence Williams, King Oliver et Sylvester Weaver. Elle figure parmi les chanteuses de blues classiques les plus enregistrées.
En 1922, elle est probablement la première à enregistrer la célèbre chanson de blues 'Tain't Nobody's Bus'ness if I Do, avec Fats Waller au piano. L'année suivante, ses interprétations de Longing for Daddy Blues et I’ve Got to Go and Leave My Daddy Behind, avec Sylvester Weaver, sont les premiers enregistrements à être accompagnés seulement par une guitare acoustique de country blues.
Sur scène, elle est connue pour son style dramatique et ses somptueux costumes, qu'elle change deux ou trois fois par spectacle. Dans son livre Ma Rainey and the Classic Blues Singers, Derrick Stewart-Baxter dit d'elle :
« ...elle n'a jamais été une très bonne chanteuse de blues. Les disques qu'elle a réalisés variaient considérablement, sur beaucoup, elle sonnait guindée et très crispée. (...) De temps en temps, elle a frappé un groove et quand cela se produisait, elle pouvait être très agréable, comme sur son très original Brother Ben. (...) Les titres qu'elle a fait avec King Oliver peuvent être recommandés, en particulier Death Sting Me Blues ».
Selon l'historienne du blues Daphne Duval Harrison, « Martin avait tendance à utiliser des rythmes plus swings et dansants que certaines de ses pairs (...) quand elle chantait un blues traditionnel, sa voix et son style avaient des qualités plus riches et plus profondes qui correspondaient au contenu en sensibilité et en humeur : Mean Tight Mama et Death Sting Me approchent un sommet du blues chanté ».
Le travail scénique de Martin à la fin des années 1920 l'emmène à New York, Detroit et Pittsburgh ainsi qu'à Cuba, en Jamaïque et à Porto Rico. Elle fait une apparition au cinéma, dans Hello Bill, avec Bill "Bojangles" Robinson, en 1929. Sa dernière apparition dans une scène majeure se fait dans Darktown Scandals Review en 1930. Elle joue avec Thomas A. Dorsey en tant que chanteuse de gospel en 1932, après quoi elle travaille en dehors de l'industrie musicale, dirigeant une maison de retraite à Louisville.
Sara Martin meurt à Louisville d'un accident vasculaire cérébral en mai 1955.
Ses chansons originales ont fait l'objet de nombreuses reprises par différents artistes, dont Dave Van Ronk, Maria Muldaur ou Rory Block, entre autres. Bessie Smith a également puisé plusieurs fois dans son répertoire.